# Pustulopora parasitica
Pustulopora parasitica är en mossdjursart som först beskrevs av Busk 1875.  Pustulopora parasitica ingår i släktet Pustulopora och familjen Pustuloporidae. Inga underarter finns listade i Catalogue of Life.